# Auchenoglanis occidentalis
Auchenoglanis occidentalis är en fiskart som först beskrevs av Valenciennes, 1840.  Auchenoglanis occidentalis ingår i släktet Auchenoglanis och familjen Claroteidae. IUCN kategoriserar arten globalt som livskraftig. Inga underarter finns listade.

## Bildgalleri

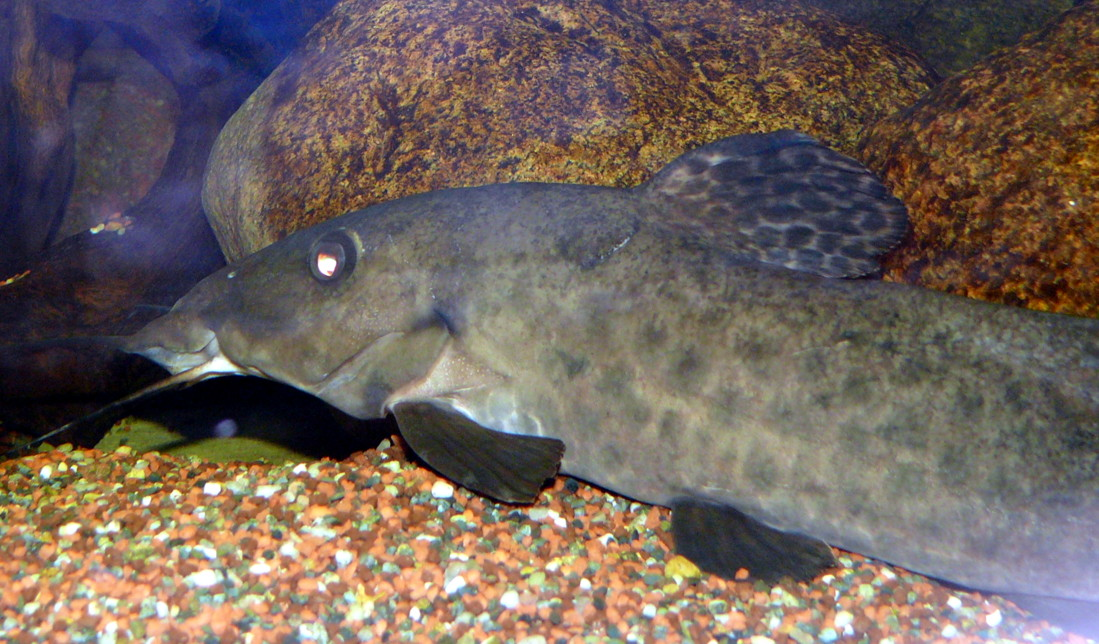
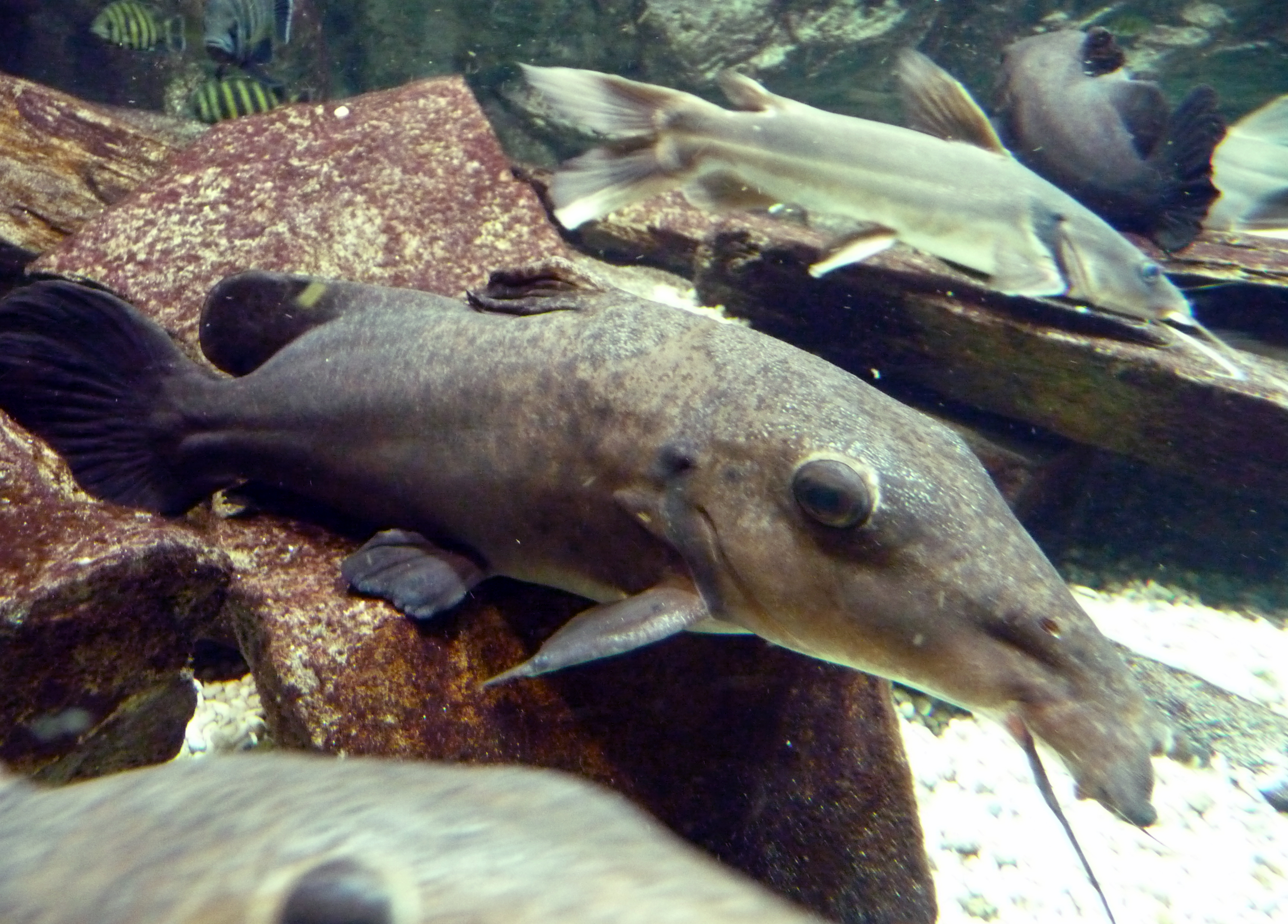